# Перепелюк Володимир Максимович
Володи́мир Макси́мович Перепелю́к (* 8 листопада (21 листопада за новим стилем) 1910, село Боришківці, нині Кам'янець-Подільського району Хмельницької області — † 3 липня 2000, смт Вороновиця, Вінницький район, Вінницька область, Україна)  —сценічний кобзар, бандурист.

## Біографічні відомості
26 років був солістом-бандуристом Державного хору під керуванням Григорія Верьовки. Вийшовши на пенсію, працював лісником у Вороновицькому лісництві Вінницького району.
Шлях до кобзарства, як високого мистецтва, був злетом його таланту. А все починалось з Вороновицького аматорського театру при сільськогосподарському технікумі, де йому в п'єсі «Тарасова ніч» потрібно було зіграти роль кобзаря. В 1939 р. В. Перепелюка запрошують до кобзарського ансамблю при Київській філармонії. В 1944 р. створюється в Києві Державний український народний хор. Перепелюк стає солістом хору, створює свої твори: «Дума про визволення України», «Про Ковпака», «Про Олега Кошового», пісні «Доріженька», «Про закінчення війни».
Провідна роль артиста давала можливість зніматись в кінофільмах як: «Тарас Шевченко», «Зачарована Десна», «Сліпий музикант». Вся багатогранна діяльність кобзаря відображена в експонатах музею це і фото різних років, листи, ноти, журнали, музичні інструменти, які належали Володимиру Максимовичу, особисті речі тощо.
В 70-х роках В. М. Перепелюк вийшов на пенсію, повернувся до Вороновиці. Володимир Максимович дуже любив природу, ліс і тому іде працювати до лісництва. Хоч і був понад чверть століття артистом, але в душі назавжди лишався відданим землі. Ця робота надихала його на створення колекції «Геніальна художниця природа», яка нараховує 86 предметів зроблених руками майстра. З колекцією кобзаря ознайомлювались учні шкіл області, училищ, трудових колективів, про що свідчать книги відгуків зібрані кобзарем за багато років. В кожну гілочку, корінчик, з яких виготовляв вироби, кобзар вносив свою долю фантазії і таланту. Для кожної речі в нього була приготовлена пісенька чи вірш, придумував своїм витворам чудернацькі назви. Наприклад «Пегас», «Чапля-модниця», «Голодний вовк», «Птаха-ліра», «Жар-птиця», «Корабель пустелі», «Птиця-цариця» та інші.
Жива природа розкрила і літературний талант кобзаря. І виходять із-під пера: «Ой у лісі, лісі зеленому» (1969), «Повість про народний хор», (1970), «Ось вони які…» (1980), «Вийшов Кобзар з Поділля» видано 2010.

## Пам'ять
2001 року управління культури Вінницької обласної державної адміністрації та Вінницький обласний центр народної творчості при підтримці Міністерства культури і мистецтв України та Національної спілки кобзарів України започаткували обласне свято кобзарського мистецтва імені Володимира Перепелюка «Струни вічності».
8 листопада 2000 року на честь вшанування 90-річчя Володимира Перепелюка на базі музею авіації ім. Можайського у приміщенні палацу Грохольських-Можайських у селі Вороновиця Вінницького району було відкрито кімнату-музей, присвячену народному музиканту.
Музей пропагує кобзарську спадщину українського народу, зокрема життєвий та творчий шлях кобзаря, учасника хору Григорія Вірьовки, жителя смт Вороновиця В. Перепелюка (1910—2000). Щороку тут проводиться обласне свято кобзарського мистецтва «Струни вічності», присвячене земляку; у 2013 р. - заходи в рамках всеукраїнського фестивалю поезії на Поділлі «Підкова Пегаса».
Музейна експозиція розкриває шлях В.Перепелюка до кобзарського мистецтва, зв'язки з корифеями української культури П.Тичиною, М.Рильським та ін. Про це свідчать численні книги з дарчими написами авторів, які виставлені на книжкових полицях в музеї. Творчість талановитого співця, кобзаря, майстра відкриває нам нові сторінки книги нашого українського фольклору і мистецтва.

## Виноски
1. 1 2  Bibliothèque nationale de France BNF: платформа відкритих даних — 2011.
2. ↑  http://kobzari.org.ua/?page=articles&subpage=19
3. ↑  Подільський митець Володимир Перепелюк як представник кобзарської культури України ХХ століття